# Попелярня (Островський повіт)
Попелярня (пол. Popielarnia) — село в Польщі, у гміні Острув-Мазовецька Островського повіту Мазовецького воєводства.
Населення — 122 особи (2011).
У 1975-1998 роках село належало до Остроленцького воєводства.

## Демографія
Демографічна структура станом на 31 березня 2011 року:
|          | Загалом | Допрацездатний вік | Працездатний вік | Постпрацездатний вік |
| -------- | ------- | ------------------ | ---------------- | -------------------- |
| Чоловіки | 60      | 12                 | 44               | 4                    |
| Жінки    | 62      | 14                 | 34               | 14                   |
| Разом    | 122     | 26                 | 78               | 18                   |